# Refuge de l'Erco
Le refuge de l'Erco (Ercu en corse) est un refuge situé en Corse dans le massif du Monte Cinto sur le territoire de la commune de Lozzi.

## Caractéristiques
Le refuge est bâti à 1 667 m d'altitude au bord du ruisseau d'Erco, au pied du versant sud du Monte Cinto. Désormais non gardé, il n'est plus entretenu qu'épisodiquement mais reste accessible toute l'année pour les randonneurs à pied ou à skis.

## Historique
Des enclos en ruines attestent d'une fréquentation ancienne du vallon de l'Erco par les éleveurs. La bergerie de l'Erco constituait dès les années 1980 le point de départ principal des randonneurs montant au Capu a u Verdatu et au Monte Cinto par leurs versants sud,. À cette même période, un aménagement sommaire par le parc naturel régional en a fait le « refuge de l'Erco » d'une capacité d'accueil maximale de 16 places.

## Accès
Un « sentier de découverte » du patrimoine local permet de rejoindre facilement le refuge à pied depuis Lozzi. La randonnée depuis la station de ski d'Asco-Stagnu nécessite par contre une dizaine d'heures en empruntant d'abord le GR20 puis un sentier de randonnée qui franchit le Monte Cinto en passant par son sommet ou par le lac du Cinto. Une piste carrossable par des véhicules tout-terrain ouverte au début des années 1980, relie Lozzi aux bergeries de Cesta proches du refuge.